# Sekundærrute 533
De Sekundærrute 533 is een secundaire weg in Denemarken. De weg loopt van Løgstør via Ranum en Strandby naar Viborg. De Sekundærrute 533 loopt door Noord en Midden-Jutland en is ongeveer 64 kilometer lang.